# ألان أير
ألان أير (بالإنجليزية: Alan Eyre) هو دبلوماسي أمريكي، ولد في 1959 في نيويورك في الولايات المتحدة.